# Ferrocarril Nacional de Manchukuo
El Ferrocarril Nacional Manchukuo (chino tradicional: 滿洲國有鐵道; pinyin: Mǎnzhōu Guóyǒu Tiědào; japonés: Manshū Kokuyū Tetsudō) era la compañía ferroviaria nacional de propiedad estatal de Manchukuo. Generalmente llamada "國線" ("Línea Nacional"; chino: Guóxiàn; japonés: Kokusen), estaba controlada por el Ministerio de Transporte de Manchukuo y tenía líneas principalmente en las partes central y norte del país. En los periódicos locales simplemente se lo llamaba "國鉄" (en japonés: Kokutetsu, "Ferrocarril Nacional").
Aunque oficialmente era un ferrocarril de propiedad estatal, en realidad fue construido, operado y administrado por el Ferrocarril del Sur de Manchuria, y el Ejército de Kwantung intervenía con frecuencia en sus asuntos. Como resultado, el Ministerio de Transporte solo supervisó nominalmente el Ferrocarril Nacional y emitió publicaciones sobre sus asuntos; esencialmente, era un "ferrocarril títere" que no era un títere del gobierno títere.

## Historia

### Competición sino-japonesa en la construcción del ferrocarril
En Manchuria, la división por los derechos en la China continental se manifestó en forma de competencia en la construcción de ferrocarriles. Como resultado, tras el final de la Guerra ruso-japonesa, los derechos ferroviarios en Manchuria se dividieron entre Rusia, que operaba el Ferrocarril Chino del Este, y Japón, que operaba el Ferrocarril del Sur de Manchuria (Mantetsu). Mientras tanto, en la parte occidental de Manchuria operaba un ferrocarril de propiedad china en la ruta Beijing - Shanhaiguan - Fengtian, el ferrocarril Jingfeng, que había sido construido con un préstamo otorgado por el Hongkong Shanghai Bank británico. En 1913 y 1918, China y Japón concluyeron dos acuerdos ferroviarios que fortalecieron los derechos japoneses en Manchuria, aumentando aún más el dominio de las grandes potencias en China. Después del establecimiento de la República de China en 1922, se llevaron a cabo actividades políticas y militares para reclamar los derechos chinos. En Manchuria este movimiento también llegó a los ferrocarriles, en forma de ataques contra Mantetsu y los intereses japoneses.
Los señores de la guerra de la camarilla de Fengtian gobernaban Manchuria en ese momento, y su líder, Zhang Zuolin, cooperaba con Japón. Sin embargo, mostró una actitud independiente con respecto a los ferrocarriles, y en 1924 estableció el "Comité de Transporte de las 3 Provincias del Este" (東三省交通委員會), y comenzó a construir ferrocarriles con capital chino. Para contrarrestar esto, los intereses japoneses abrieron cinco líneas ferroviarias más. Zhang Zuolin aceptó el derecho japonés a construir nuevas líneas, pero la camarilla de Fengtian continuó construyendo ferrocarriles también. El Ejército de Kwantung había querido durante algún tiempo dividir de alguna manera a los señores de la guerra, y el 4 de junio de 1928 asesinaron a Zhang Zuolin. Fue sucedido como líder de la camarilla de Fengtian por su hijo, Zhang Xueliang, quien en diciembre de ese año declaró su lealtad al Kuomintang, volviéndose un ferviente antijaponés.
Después de la sucesión de Zhang Xueliang, reorganizó el Comité de Transporte de las 3 Provincias en el "Comité de Transporte del Noreste" (東北交通委員會), y emprendió una estrategia destinada a rodear y atacar Mantetsu. El primer paso fue la construcción de un ramal desde el punto medio del ferrocarril Jingfeng hasta Huludao, donde construyó un nuevo puerto. A partir de entonces, la red del ferrocarril Jingfeng se planeó con el objetivo de rodear y socavar el ferrocarril de propiedad japonesa. Este fue un duro golpe para Mantetsu. Las nuevas líneas del Ferrocarril Jingfeng corrían paralelas a las líneas de Mantetsu, a varios kilómetros de distancia, pero los cargadores que anteriormente no tenían más remedio que utilizar el servicio de Mantetsu trasladaron su negocio a la empresa de propiedad china, incluso si su línea estaba más lejos. Los japoneses protestaron enérgicamente sobre la base del Tratado sino-japonés relativo a las Tres Provincias (中日會議東三省事宜條約), en el que se había acordado que no se construirían vías férreas paralelas a las líneas de Mantetsu. La camarilla de Fengtian ignoró esto y el conflicto entre los dos ferrocarriles se intensificó.

### Establecimiento de Manchukuo y sucesión de derechos
Para romper el estancamiento en el conflicto entre Japón y la camarilla de Fengtian, incluido el conflicto por los ferrocarriles, el Ejército de Kwantung tomó medidas y organizó el Incidente de Mukden, en el que un soldado japonés detonó una pequeña cantidad de explosivo cerca de una línea de Mantetsu el 18 de septiembre de 1931; aunque no se infligieron daños, se culpó a terroristas chinos y se utilizó como pretexto para la invasión japonesa de Manchuria. La camarilla de Fengtian, que efectivamente había actuado como gobierno de Manchuria hasta ese momento, colapsó en octubre. Como el Comité de Transporte del Noreste se disolvió con el colapso de la junta de Fengtian, el Ejército de Kwantung estableció el "Nuevo Comité de Transporte del Noreste" (新東北交通委員會) el 23 de octubre, que asumió temporalmente la gestión de los ferrocarriles. En febrero de 1932, el Ejército de Kwantung había ocupado toda Manchuria. Para evitar las críticas internacionales, el Ejército de Kwantung estableció el estado títere de Manchukuo el 1 de marzo de 1932. En consecuencia, la administración de los ferrocarriles se transfirió del Comité de Transporte al nuevo Ministerio de Transporte de Manchukuo. Cada compañía ferroviaria siguió siendo independiente; en ese momento no se estableció ninguna compañía ferroviaria "de propiedad estatal".

### Creación del Ferrocarril Nacional de Manchukuo

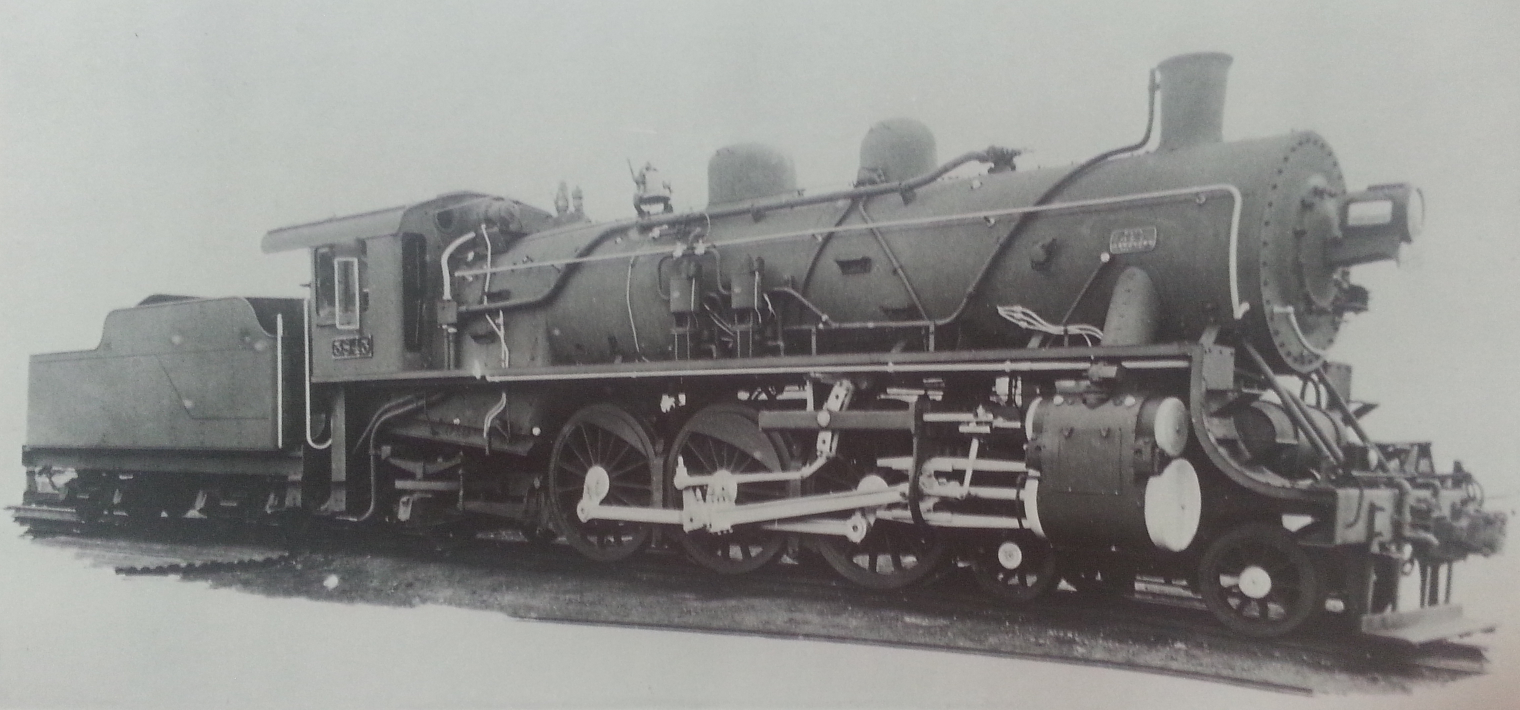
Foto del constructor de la locomotora Pashishi-5845, construida para el Ferrocarril Nacional por Kisha Seizō, 1936

Menos de un año después, el 9 de febrero de 1933 se aprobó la "Ley de Ferrocarriles", que nacionalizó todos los ferrocarriles, y entró en vigor el mismo día, estableciendo el Ferrocarril Nacional Manchukuo. Sin embargo, el mismo día en que fueron nacionalizadas, todas las empresas ferroviarias recibieron una directiva del Ministerio de Transporte en la que se les ordenaba que entregaran sus operaciones al Ferrocarril del Sur de Manchuria. En efecto, el Ministerio de Transporte de Manchukuo nunca administró "su" ferrocarril por sí solo, sino que lo subcontrató inmediatamente a Mantetsu, de propiedad japonesa, y se retiró por completo del sector empresarial.
El Ferrocarril Nacional Manchukuo se creó a partir de nueve empresas:
- Ferrocarril de Fengshan (奉山鉄路): Shanhaiguan – Fengtian, Huanggutun – Estación General de Fengtian, Dahushan – Tongliao, Goubangzi – Yingkou, Jinxian – Koubeiyingzi, Jinlingsi – Beipiao, Lianshan – Huludao. Este era el ferrocarril más antiguo de Manchuria, establecido en 1899 como una extensión del Ferrocarril de Jingfeng. La red completa, incluidos los ramales, se completó en 1927. Inicialmente parte del Ferrocarril de Jingfeng, se convirtió en una entidad independiente el 9 de enero de 1932. Esta estación de Yingkou no era la misma que la estación de Yingkou de Mantetsu del mismo nombre.
- Ferrocarril de Huhai (呼海鉄路): Machuankou – Hailun. Este ferrocarril en la provincia de Heilongjiang se planeó originalmente durante la dinastía Qing, pero la Revolución de Xinhai impidió su construcción. Posteriormente se llegó a un acuerdo con Rusia para construir la línea, pero debido a la Revolución de Octubre estos planes también fracasaron. La construcción finalmente comenzó en 1925 como una empresa conjunta entre el gobierno e intereses privados, y la línea se completó en diciembre de 1928. La línea iba hacia el norte desde Machuankou, que estaba en la orilla opuesta del río desde Harbin. Como Harbin era un punto central del Ferrocarril Chino del Este, surgió un conflicto con el FCE y la línea permaneció aislada del resto de la red ferroviaria de Manchuria en el momento de la nacionalización.
- Ferrocarril de Jichang Jidun (吉長吉敦鉄路): Xinjing – Jilin, Jilin – Dunhua, Jiaohe – Naizishan. Originalmente se trataba de dos empresas, Jichang(吉長鉄路) y Jidun(吉敦鉄路), que eran empresas conjuntas entre Japón y la República de China. El ferrocarril de Jichang se completó en octubre de 1912 y el ferrocarril de Jidun se completó en octubre de 1928. La administración de ambos ferrocarriles se confió a Mantetsu. Como los gastos de los ferrocarriles eran demasiado elevados, las dos empresas se fusionaron en noviembre de 1931, como medida para aligerar costes.
- Ferrocarril de Jihai (吉海鉄路): Chaoyangzhen – Jilin. Inaugurado en agosto de 1929, operó en conjunto con el Ferrocarril de Shenhai para conectar Fengtian con la ciudad de Jilin. Fue una de las rutas construidas paralelamente a Mantetsu como parte de los esfuerzos de Zhang Xueliang por sabotear Mantetsu.
- Ferrocarril de Qike (斉克鉄路): Qiqihar – Ang'angxi, Yushuntun – Ang'angxi Oriental, Qiqihar – Tai'an, Ningnian – Laha. Inicialmente, el Ferrocarril de Qike había planeado construir solo al norte de Qiqihar; la línea sur desde allí fue planeada originalmente por el Ferrocarril de Taoang. El Ferrocarril de Taoang no pudo realizarlo debido a problemas para obtener permiso para cruzar el Ferrocarril Chino del Este, pero después de una intervención del Comité de Transporte del Noreste, la línea fue construida - por el ferrocarril Qike - en 1928. La primera sección que se construiría sería la sección Qiqihar-Keshan. En la estación de Qiqihar del ferrocarril del norte de Manchuria (Ferrocarril Chino del Este), esta línea conectaba con el ferrocarril ligero Qi'ang de vía estrecha.
- Ferrocarril de Shenhai (瀋海鉄路): Fengtian – Hailong – Chaoyangzhen, Shahe – Xi'an. Esta fue originalmente una de las rutas que Japón recibió el derecho de construir bajo los términos de los acuerdos ferroviarios sino-japoneses de 1913 y 1918. Como la construcción nunca se llevó a cabo, los derechos fueron otorgados a los chinos en 1924. La construcción fue realizada por la "Comisión de Transporte de las Tres Provincias" de la camarilla de Fengtian, y la línea se completó en agosto de 1928. Aunque originalmente era un ferrocarril semiprivado, en términos prácticos fue administrado por el gobierno. Originalmente se llamó "Ferrocarril de Fenghai" (奉海鉄路). Fue una de las rutas construidas paralelamente a Mantetsu como parte de los esfuerzos anti-Mantetsu de Zhang Xueliang.
- Ferrocarril de Sitao (四洮鉄路): Sipingjie – Zhengjiatun – Taonan, Zhengjiatun – Tongliao. Esta fue originalmente una de las rutas que Japón recibió el derecho de construir bajo los términos de los acuerdos ferroviarios sino-japoneses de 1913 y 1918. Toda la red se completó en noviembre de 1923. En 1931 se firmó un acuerdo para confiar la gestión a Mantetsu. pero no se implementó hasta después de la nacionalización.
- Ferrocarril de Taoang (洮昂鉄路): Taonan – Ang'angxi. Este ferrocarril se estableció en 1924 como una empresa conjunta entre Mantetsu y la camarilla de Fengtian, y la construcción de la línea se completó en julio de 1926. Originalmente se planeó continuar la línea a Qiqihar, pero el permiso para cruzar el Ferrocarril Chino del Este no pudo ser asegurado.
- Ferrocarril de Taosuo (洮索鉄路): Baichengzi – Huaiyuanzhen. Este es uno de los cinco ferrocarriles cuya construcción fue ordenada por la camarilla de Fengtian en 1927. La planificación y la construcción fueron realizadas por el Comité de Transporte del Noreste, como parte de la red destinada a rodear Mantetsu. En febrero de 1931 aún no estaba terminado.

Después de la nacionalización y la creación del Ferrocarril Nacional de Manchukuo, cada compañía anterior fue renombrada como "Oficina Ferroviaria". El Ferrocarril Fengshan se convirtió en la "Oficina Ferroviaria de Fengshan" (奉山鉄,), y las líneas de cada antiguo ferrocarril fueron nombradas como un grupo, por ejemplo, toda la red del Ferrocarril Fengshan se llamó la "Línea de Fengshan" (奉山線). Debido a que los distintos ferrocarriles habían sido independientes, en varias ciudades se dio el caso de que existían varias estaciones de ferrocarril separadas, lo que dejó al Ferrocarril Nacional con una estructura organizativa complicada.

### Establecimiento de la Administración General de Ferrocarriles

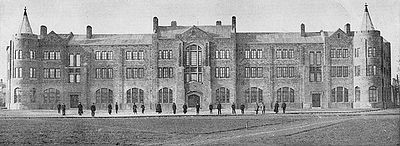
Sede ferroviaria en Xinjing (Changchun).

El 1 de marzo de 1933, poco menos de un mes después de que la operación y administración del Ferrocarril Nacional fuera confiada a Mantetsu, se estableció la "Administración General de Ferrocarriles" en Mukden y la "Oficina de Construcción Ferroviaria" en Dalian. Por ello, las líneas propiedad de Mantetsu se denominaron "Líneas de Empresa" (社線, Ch. shèxiàn, Ja. shasen), mientras que las del Ferrocarril Nacional se denominaron "Líneas Nacionales" (國線, Ch. guóxiàn, Ja. kokusen). Aunque la Administración General de Ferrocarriles era oficialmente un departamento de Mantetsu, en realidad el Ejército de Kwantung, que manejaba al gobierno de Manchukuo y deseaba aprovechar los ferrocarriles de Manchuria, estaba profundamente involucrado en su operación. Cuando se creó la Administración General de Ferrocarriles, se firmó un "Acuerdo sobre la Gestión de Ferrocarriles, Puertos y Ríos". Esto le dio al Ejército de Kwantung amplios derechos de gestión sobre Mantetsu y trató a la Administración como si fuera un departamento del Ejército de Kwantung.
Sin embargo, esto desconcertó profundamente a Mantetsu, ya que gran parte de las ganancias de Mantetsu iban a ser desviadas al Ejército de Kwantung. Además, muchas de las rutas que el Ejército de Kwantung buscaba construir se planificaron teniendo en cuenta los intereses militares, que, desde el punto de vista del ferrocarril como negocio, se consideraba que tenían muy poco potencial económico. Además, la Administración General intervino en la planificación de rutas en varias ocasiones, modificando o rechazando las líneas planificadas por "no tener importancia militar". Aunque Mantetsu se mostró reacio a aceptarlos, no había más remedio que obedecer las directivas del Ejército de Kwantung. Como resultado de conflictos como estos, la relación entre Mantetsu y el Ejército de Kwantung, que inicialmente había sido positiva, se deterioró rápidamente y parte se volvió más desconfiada respecto de la otra.
Mientras tanto, la Administración General y la Oficina de Construcción procedieron a la construcción de nuevas líneas según lo previsto. A medida que se consolidaron las líneas y se eliminaron los despidos, cesó la "denominación de grupo" de las líneas ferroviarias y las líneas recibieron nuevos nombres, pero las estaciones permanecieron como antes. El 1 de abril de 1934 se consolidaron las estaciones de tren de Mukden, Xinjing, Harbin y Taonan.

### Adquisición del Ferrocarril del Norte de Manchuria y la Dirección General de Ferrocarriles

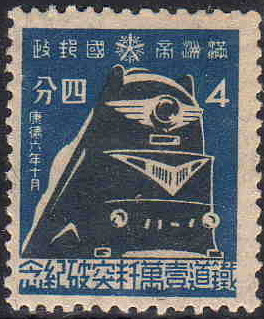
Sello postal de Manchukuo que conmemora la red de 10.000 km.

El evento más importante del período de la Administración General de Ferrocarriles fue la adquisición del Ferrocarril del Norte de Manchuria, el antiguo Ferrocarril Chino del Este. Aunque la parte china del FCE se nacionalizó cuando se formó el Ferrocarril Nacional, la parte rusa permaneció en manos rusas. Sin embargo, debido a la construcción de nuevas líneas por parte del Ferrocarril Nacional, la importancia de la línea FCE se redujo significativamente. En consecuencia, el gobierno soviético, que se había convertido en propietario después del establecimiento de la RSFSR y había considerado que la propiedad del ferrocarril era una carga innecesaria, decidió aceptar la propuesta de adquisición, y el 23 de marzo de 1935 la Administración General de Ferrocarriles adquirió formalmente el Ferrocarril del Norte de Manchuria. y lo fusionó con el Ferrocarril Nacional de Manchukuo.
Como el FNM se había construido con un ancho de vía ruso (1.524 mm), durante los dos años siguientes la antigua red de FNM se convirtió en un ancho estándar. De particular interés es la línea entre Xinjing y Harbin, que un equipo de 2.500 trabajadores recorrió en su totalidad en tres horas el 31 de agosto de 1935. Después de la adquisición del Ferrocarril del Norte de Manchuria, todos los ferrocarriles en Manchuria, con la excepción de aquellos con rutas de interés local muy pequeñas, eran Líneas Nacionales o Líneas de Empresa.
Posteriormente, la Administración General de Ferrocarriles, la Oficina de Construcción de Ferrocarriles y el Departamento de Ferrocarriles de Mantetsu se fusionaron, creando la "Dirección General de Ferrocarriles" el 1 de octubre de 1936, dejando al Ferrocarril Nacional de Manchukuo aún menos "Nacional" que antes. Este movimiento para integrar Mantetsu y el Ferrocarril Nacional sirvió para frustrar al Ejército de Kwantung, que había querido rienda suelta sobre el Ferrocarril Nacional.
Mientras tanto, la construcción de nuevas líneas continuó, alcanzando un total de 10.000 km en 1939. Se emitieron sellos conmemorativos y Mantetsu realizó una celebración e hizo una película conmemorativa. Después de alcanzar ese hito, la expansión se desaceleró, y las nuevas construcciones se limitaron a ramales cortos.
Fue en este estado cumbre que comenzó la Guerra del Pacífico. Después del estallido de la guerra, con el fin de mejorar la eficiencia en tiempos de guerra, se llevaron a cabo reformas organizativas para agilizar las operaciones. El 1 de mayo de 1943 se trasladó la sede a Xinjing, se abolió la Dirección General de Ferrocarriles y las operaciones se confiaron a la sede. A través de esta reforma, el Ferrocarril Nacional y Mantetsu se fusionaron completamente en todo menos en el nombre, y permanecieron así hasta el final de la guerra.

### Posguerra
El 9 de agosto de 1945, la Unión Soviética declaró la guerra a Japón e invadió Manchuria. El 15 de agosto, Japón aceptó la Declaración de Potsdam; esta noticia llegó a Manchukuo dos días después, el 17 de agosto. Como resultado, el emperador de Manchukuo, Puyi, abdicó el 18 y Manchukuo dejó de existir. Además, el Ejército de Kwantung se retiró por completo, dejando a Mantetsu prácticamente como el órgano de gobierno de la región. Debido a que el propietario desapareció literalmente de la noche a la mañana, el Ferrocarril Nacional ya no era "nacional". Su gestión se derrumbó por completo, dejando a Mantetsu para administrarlo como su propia ruta.
El 20 de agosto, las tropas soviéticas ocuparon la oficina central de Mantetsu, y el 22 de septiembre, con el establecimiento del China Changchun Railway (中国長春鉄路), Mantetsu, junto con el Ferrocarril Nacional Manchukuo, dejó de existir.

## Rutas
| Línea               | Línea             |                                  |               | |                                                                                                 |
| En chino            | En japonés        | Final de la línea                | Longitud (km) | Origen | Observaciones                                                                                   |
| ------------------- | ----------------- | -------------------------------- | ------------- | --- | ----------------------------------------------------------------------------------------------- |
| Línea Baidu (zh)    | Línea Hakuto      | Baichengzi–Duluer                | 376,5         | Antiguo ferrocarril de Taosuo (Baichengzi–Ningjiafan)                                                                                             | Sección A'ershan – Duluer cerrada.                                                              |
| Línea Beihei        | Línea Hokkoku     | Bei'an–Heihe                     | 302,9         | |                                                                                                 |
| Línea Beipiao       | Línea Hokuhyō     | Jinlingsi–Beipiao                | 17,9          | Antiguo ferrocarril de Fengshan |                                                                                                 |
| Línea Binbei        | Línea Hinboku     | Sankeshu–Bei'an                  | 326,1         | Antiguo ferrocarril de Huhai (Xinsongpu–Hailun) Antiguo ferrocarril de Haike (Hailun–Bei'an)                                                      |                                                                                                 |
| Línea Binjiang      | Línea Hinkō       | Harbin–Sankeshu                  | 8,8           | Antiguo ferrocarril del Norte de Manchuria (Harbin–Binjiang)                                                                                      | Ahora parte del Ferrocarril de Sankeshu (zh)                                                    |
| Línea Binzhou       | Línea Hinshū      | Harbin–Manzhouli                 | 934,8         | Antiguo ferrocarril del Norte de Manchuria |                                                                                                 |
| Línea Binsui        | Línea Hinsui      | Harbin–Suifenhe                  | 546,4         | Antiguo ferrocarril del Norte de Manchuria |                                                                                                 |
| Línea Chaokai       | Línea Chōkai      | Chaoyangchuan–Sangsambong, Corea | 60,6          | Antiguo ferrocarril de Tiantu |                                                                                                 |
| Línea Chengji (zh)  | Línea Jōkei       | Xiachengzi–Xijijia               | 103,4         | Antiguo ferrocarril de Muling (Xiachengzi–Lishuzhen)                                                                                              |                                                                                                 |
| Línea Dalizi (zh)   | Línea Dairisshi   | Yayuan–Dalizi                    | 112,3         | |                                                                                                 |
| Línea Dazheng (zh)  | Línea Daitei      | Dahushan–Zhengjiatun (zh)        | 366,2         | Antiguo ferrocarril de Fengshan (Dahushan–Tongliao), Antiguo ferrocarril de Sitao (Tongliao–Zhengjiatun)                                          |                                                                                                 |
| Línea Dongmen       | Línea Tōmon       | Dongmen–Xinxiangfang             | 6,2           | | Solo mercancías. Ahora parte del Ferrocarril de Sankeshu (zh)                                   |
| Línea Fengji (zh)   | Línea Hōkitsu     | Fengtian–Jilin                   | 447,4         | Antiguo ferrocarril del Norte de Manchuria Shenhai (Fengtian–Chaoyangzhen), Antiguo ferrocarril de Jihai (Chaoyangzhen–Jilin)                     |                                                                                                 |
| Línea Fengshan      | Línea Hōzan       | Fengtian–Shanhaiguan             | 419,6         | Antiguo ferrocarril del Norte de Manchuria Fengshan                                                                                               | Ahora parte del Ferrocarril de Jingha                                                           |
| Línea Fengyu        | Línea Hōyū        | Fengtian–Yuguo (zh)              | 17,5          | | Solo mercancías. Ahora forma parte del Ferrocarril de Huanggutun.                               |
| Línea Fushuncheng   | Línea Bushunjō    | Fushun–Ciudad de Fushun          | 4,5           | | Solo mercancías.                                                                                |
| Línea Gaoxin (zh)   | Línea Kōshin      | Gaotaishan–Xinlitun              | 60,6          | |                                                                                                 |
| Línea Hailin (zh)   | Línea Kairin      | Aotou–Changtingzhen              | 41,4          | Ahora ferrocarril de Huolonggou. |                                                                                                 |
| Línea Harbin        | Línea Harubinfutō | Harbin–Harbin Quay               | 2,9           | Antiguo ferrocarril del Norte de Manchuria (Harbin–Baqu)                                                                                          |                                                                                                 |
| Línea Hebei         | Línea Kahoku      | Goubangzi–Hebei                  | 91,1          | Antiguo ferrocarril de Fengshan | Cerrado                                                                                         |
| Línea Hegang (zh)   | Línea Kakkō       | Lianjiangkou–Hegang              | 54,3          | |                                                                                                 |
| Línea Heihe         | Línea Kokkafutō   | Heihe–Heihe Quay                 | 4,2           | | Solo mercancías.                                                                                |
| Línea Helong (zh)   | Línea Waryū       | Longjing–Helong                  | 61,6          | |                                                                                                 |
| Línea Hengshan (zh) | Línea Kōzan       | Jining–Hengshan                  | 12,4          | |                                                                                                 |
| Línea Heshui        | Línea Gōsui       | Xiansui – Heshui                 |               | | Solo mercancías.                                                                                |
| Línea Huanggutun    | Línea Ōkuton      | Huanggutun–North Fengtian        | 2,8           | | Solo mercancías. Ahora forma parte del ferrocarril de Huanggutun.                               |
| Línea Hulin         | Línea Korin       | Linkou–Hutou                     | 355,7         | |                                                                                                 |
| Línea Huludao       | Línea Korodō      | Jinxi (zh)–Huludao Quay          | 12,1          | Antiguo ferrocarril de Fengshan |                                                                                                 |
| Línea Jiamusi       | Línea Kamushifutō | Jiamusi–Jiamusi Quay             | 3,6           | | Solo mercancías.                                                                                |
| Línea Jiangjunbao   | Línea Shōgunhō    | Fushun–Jiangjunbao               | 3,6           | | Solo mercancías.                                                                                |
| Línea Jiangnan      | Línea Kōnan       | Taipingqiao–Jiangnan             | 2,2           | | Solo mercancías.                                                                                |
| Línea Jingbai (zh)  | Línea Kyōhaku     | Xinjing–Baichengzi               | 332,6         | |                                                                                                 |
| Línea Jingbin       | Línea Kyōhin      | Xinjing–Harbin                   | 242           | Antiguo ferrocarril del Norte de Manchuria | Ahora parte del ferrocarril de Jingha                                                           |
| Línea Jingtu (zh)   | Línea Kyōto       | Xinjing–Tumen                    | 528           | Antiguo ferrocarril de Jichang Jidun (Xinjing–Dunhua), Antiguo ferrocarril de Duntu (Dunhua–Haerbaling)                                           |                                                                                                 |
| Línea Jin'gu        | Línea Kinko       | Jinxian–Gubeikou                 | 542,3         | Antiguo ferrocarril de Fengshan(Jinxian–Koubeiyingzi)                                                                                             | Ahora forma parte del ferrocarril Jincheng (zh). Sección Chengde-Gubeikou desmantelada en 1945. |
| Línea Jinzhu        | Línea Kinshu      | Jiangbei–Jinzhu                  | 18,8          | Antiguo ferrocarril de Jilin(Xinjilin–Jinzhu) | Hecho parte de la línea Longshu en 1941                                                         |
| Línea Kaidaohui     | Línea Kaidaokai   | Yabuluoni–Hengdaohezi            | 59,2          | | Ahora parte del ferrocarril de Binsui y del ferrocarril de Yalin (zh)                           |
| Línea Labin         | Línea Rōhin       | Sankeshu–Lafa                    | 265,5         | |                                                                                                 |
| Línea Lianjiangkou  | Línea Renkakō     | Lianjiangkou–Lianjiangkou Quay   | 3,5           | | Solo mercancías.                                                                                |
| Línea Liaogong (zh) | Línea Ryōkei      | Liaoyang–Benxi                   | 69            | |                                                                                                 |
| Línea Longli (zh)   | Línea Ryōrei      | Longtanshan–Daliman              | 22,4          | | Ahora llamado ferrocarril de Longfeng                                                           |
| Línea Longshu (zh)  | Línea Ryūjo       | Longtanshan–Shulan               | 86            | |                                                                                                 |
| Línea Meiji (zh)    | Línea Baishū      | Meihekou–Manpo, Corea            | 255,5         | |                                                                                                 |
| Línea Meiyao        |                   | Shulan–Meiyao                    | 30,4          | Antiguo ferrocarril de Jilin | Hecho parte de la línea Longshu en 1941                                                         |
| Línea Ninghuo       | Línea Neikaku     | Ningnian–Huolongmen              | 284           | Antiguo ferrocarril de Qike (Ningnian–Laha) |                                                                                                 |
| Línea Pingqi (zh)   | Línea Heisei      | Siping–Qiqihar                   | 571,4         | Antiguo ferrocarril de Sitao (Siping–Taonan) Antiguo ferrocarril de Taoang (Taonan–Sanjianfang) Antiguo ferrocarril de Qike (Sanjianfang–Qiqihar) |                                                                                                 |
| Línea Qibei (zh)    | Línea Seihoku     | Qiqihar–Bei'an                   | 231,5         | Antiguo ferrocarril de Qike (Qiqihar–Tai'an) Antiguo ferrocarril de Taike (Tai'an–Keshan) Antiguo ferrocarril de Haike (Keshan–Bei'an)            |                                                                                                 |
| Línea Sankeshu      | Línea Sankajufutō | Binjiang–Sankeshu                | 4             | | Solo mercancías. Ahora parte del ferrocarril de Sankeshu (zh)                                   |
| Línea Shenyang      | Línea Shin'yō     | Fengtian–Shenyang                | 10,7          | | Solo mercancías. Ahora parte del Ferrocarril de Shenda (zh)                                     |
| Línea Simei (zh)    | Línea Shibai      | Siping–Meihekou                  | 149,2         | Antiguo ferrocarril de Shenhai (línea Xi'an–Lianhe)                                                                                               |                                                                                                 |
| Línea Suijia (zh)   | Línea Suika       | Suihua–Jiamusi                   | 381,8         | |                                                                                                 |
| Línea Suining (zh)  | Línea Suinei      | Hexi–Dongning                    | 91,1          | |                                                                                                 |
| Línea Taoyu         | Línea Tōyu        | Taolaizhao–Yushu                 | 56            | | Ahora forma parte del ferrocarril de Taoshu.                                                    |
| Línea Tujia (zh)    | Línea Toka        | Tumen–Jiamusi                    | 580,2         | |                                                                                                 |
| Línea Wangqing      | Línea Ōsei        | Wangqing–Xiaowangqing            | 9             | | Solo mercancías.                                                                                |
| Línea Xiangfang     | Línea Kōbō        | Xiangfang–Dongmen                | 5,1           | | Solo mercancías.                                                                                |
| Línea Xiaoxin       | Línea Shōshin     | Xiaogujia–Xinzhan                | 9,1           | | Solo mercancías.                                                                                |
| Línea Xijian (zh)   | Línea Keikan      | Gongyuan–Tianshifu               | 86            | Antiguo ferrocarril de Xijian |                                                                                                 |
| Línea Xingning      | Línea Shinnei     | Xinxing–Chengzigou               | 216,1         | | Partes ahora forman parte del ferrocarril de Binsui                                             |
| Línea Xintonghua    | Línea Shintsūka   | Tonghua–Xintonghua               | 4,2           | |                                                                                                 |
| Línea Xinyi (zh)    | Línea Shingi      | Xinlitun–Yixian                  | 131,5         | |                                                                                                 |
| Línea Yefeng (zh)   | Línea Yōhō        | Yebaishou–Chifeng                | 146,9         | |                                                                                                 |
| Línea Yuhong        | Línea Ukō         | Yuhong–Dacheng                   | 4,6           | | Solo mercancías.                                                                                |
| Línea Yushu         | Línea Yuju        | Yushutun–Ang'angxi               | 6,4           | Antiguo ferrocarril de Qike | Ahora parte del ferrocarril de Pingqi (zh)                                                      |

## Diferencias entre el Ferrocarril Nacional yMantetsu
El Ferrocarril Nacional Manchukuo, llamado "Línea Nacional", operaba libremente sobre las líneas de Mantetsu (llamadas "Líneas de Empresa"), y viceversa, sin distinguir quién era el propietario de la línea. La mayoría de los servicios de pasajeros se integraron completamente con Mantetsu. Sin embargo, en ciertos aspectos existía una estricta distinción.

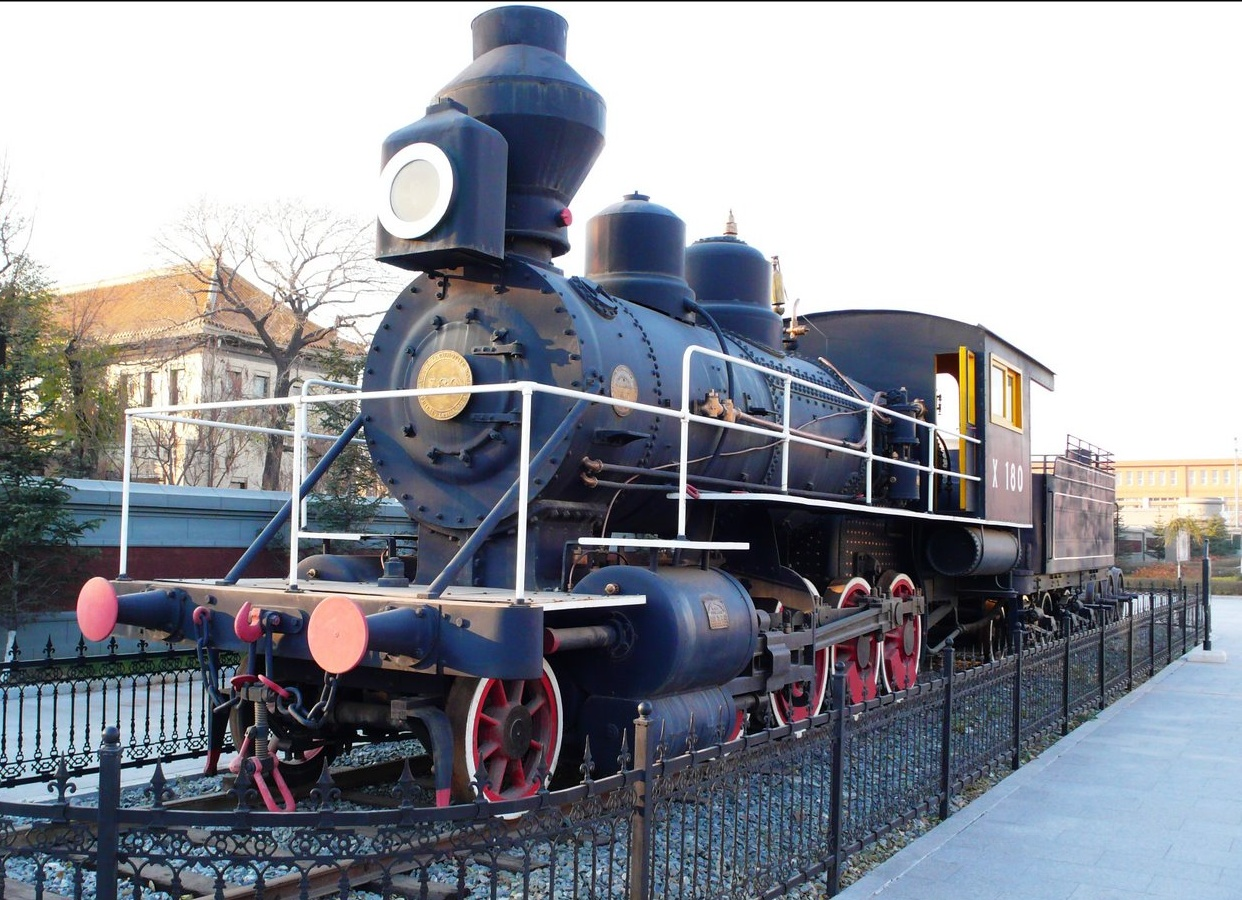
Locomotora rusa de la clase Kh (X), antiguamente del Ferrocarril Chino del Este, estacionada en Changchun. Fue encontrado enterrado, excavado y restaurado en 2005.

### Tipología de material rodante
Tanto el Ferrocarril Nacional como Mantetsu utilizaron los mismos tipos de material rodante. Sin embargo, el FNM también tenía equipo que había sido heredado de los ferrocarriles anteriormente privados, que era diferente de los tipos estándar. Aunque algunos tipos de locomotoras diferían, en general eran similares y las construidas por las fábricas de Mantetsu eran las mismas. Como resultado, a partir de octubre de 1933 las locomotoras del Ferrocarril Nacional se clasificaron según el sistema de clasificación de Mantetsu.
Por el contrario, los vagones de pasajeros diferían significativamente de los de Mantetsu, y había muchos diseños de los que había muy pocos ejemplos, o incluso un solo ejemplo. Como resultado, estos tipos diversos terminaron asignándose designaciones de clase con "9" (por ejemplo, Ha9, ハ9), o se clasificaron con el nombre de la antigua compañía ferroviaria más la designación de tipo, por ejemplo, 瀋海ロネ1, Shenhai RoNe1; gradualmente, estos tipos fueron eliminados.
Con la adquisición del Ferrocarril del Norte de Manchuria en 1935, las diferencias de equipamiento se hicieron mucho más marcadas. Esto se debió a que el FNM se construyó según el ancho de vía ruso y el equipo cumplía con ese estándar; estos fueron referidos como "vehículos amplios" (広軌車輛) por el Ferrocarril Nacional. Todos estos equipos tenían acopladores y amortiguadores de estilo antiguo, calentadores independientes en cada automóvil de pasajeros, y eran muy diferentes y mucho menos modernos que los equipos Mantetsu. Como resultado, este equipo no se puede utilizar junto con otros equipos. Las locomotoras se clasificaron con letras del alfabeto en lugar de números (p. Ej., テホA), y las clasificaciones de equipos de pasajeros se componían de la designación de tipo estándar más オ ("o"), p. Ej.ハ オ "HaO". Debido al hecho de que gran parte del equipo del Ferrocarril del Norte de Manchuria estaba desactualizado, después de la reconversión de las líneas de FNM se decidió no convertir el material rodante a ancho estándar. Las excepciones incluyeron algunas de las locomotoras más nuevas; 44 locomotoras de la clase DekaA (デカA) y seis de la clase DabuA (ダブA) se convirtieron a ancho estándar, convirtiéndose en las clases de Ferrocarril Nacional Dekani (デカニ) y Daburo (ダブロ, más tarde Satai (サタイ)) respectivamente. Un pequeño número de vagones de pasajeros también se convirtieron y siguieron utilizándose. Sin embargo, solo las locomotoras convertidas duraron hasta el final de la guerra; el último de los automóviles de pasajeros fue desguazado en 1943.
No todas las locomotoras sin modificar se desecharon; después de ser retirado del servicio, se almacenaron cerca de 100 locomotoras en la fábrica de trenes de Harbin; se han identificado alrededor de 70 de estos. Aunque se desconoce la razón para almacenar locomotoras que no se podían usar en las líneas de ancho estándar de Manchuria, Yoshizumi Ishihara especuló en su libro de 1972, "南満洲鉄道 鉄道の発展と機関車" (El desarrollo del ferrocarril del sur de Manchuria y sus locomotoras ) que se conservaron para su uso en líneas soviéticas, en caso de que Japón invadiera el Extremo Oriente ruso.

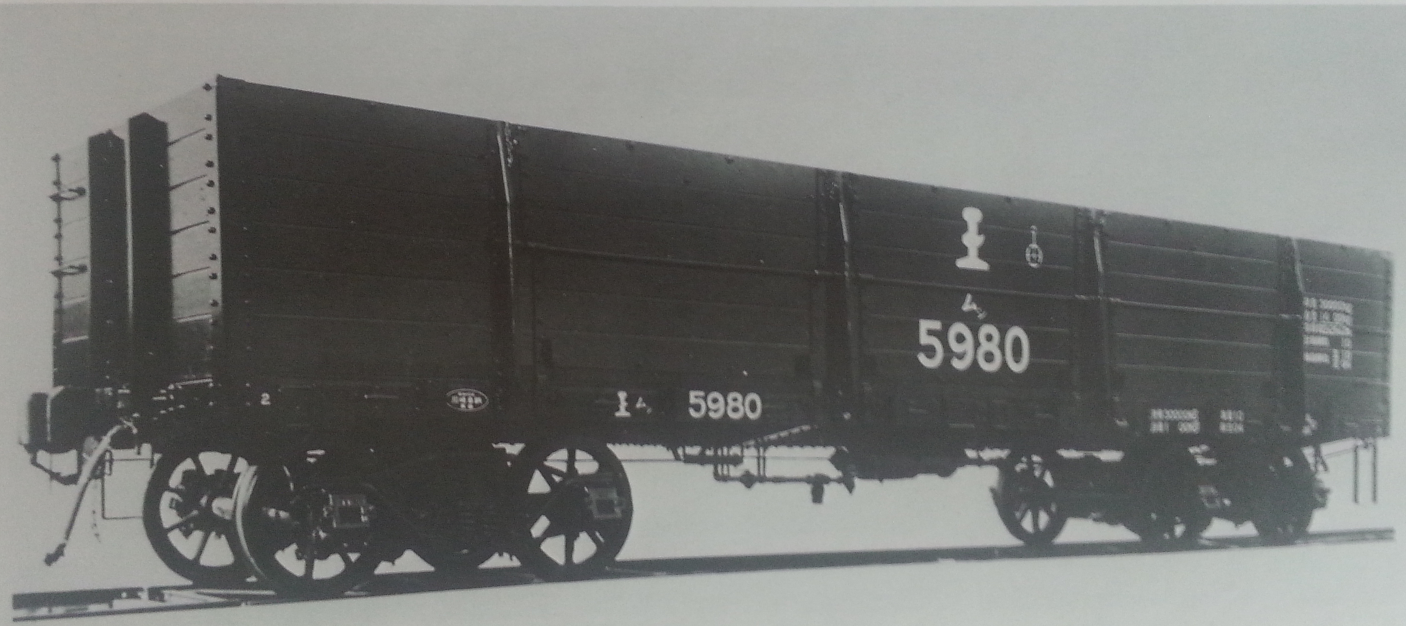
Foto de los fabricantes del Ferrocarril Nacional de Manchukuo Mu4-5980.

Además del material rodante heredado de los ferrocarriles privados nacionalizados, el Ferrocarril Nacional operaba locomotoras cedidas por Mantetsu. Se hizo una estricta distinción entre el material rodante perteneciente al Ferrocarril Nacional y el perteneciente a Mantetsu.

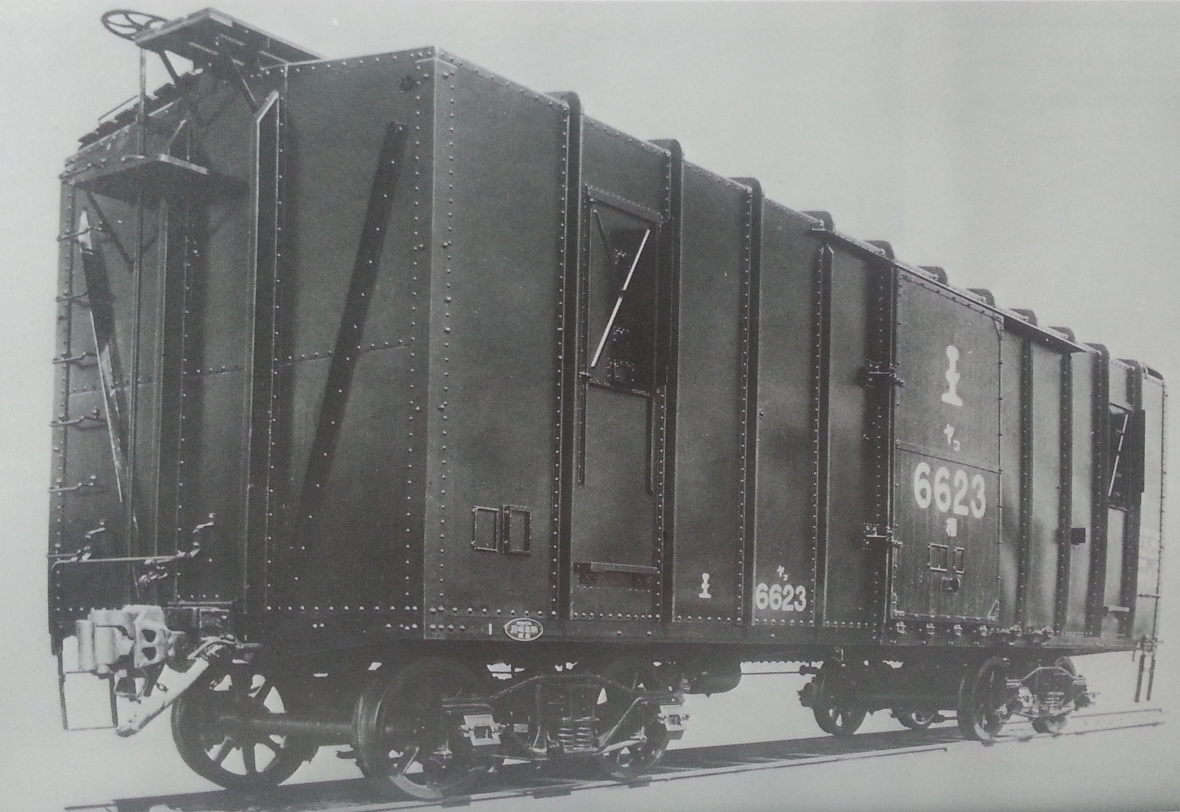
Foto de los fabricantes del vagón del Ferrocarril Nacional de Manchukuo Ya5-6623.

Las locomotoras del Ferrocarril Nacional, incluso si eran de la misma clase que las locomotoras Mantetsu, recibieron una designación de clase diferente y se numeraron en la serie 5000 o 6000 o superior, para distinguirlas de las que pertenecían a Mantetsu. Las locomotoras que fueron transferidas de Mantetsu al Ferrocarril Nacional fueron reclasificadas y renumeradas. Sin embargo, a medida que aumentó el número de locomotoras y se estableció la Compañía de Transporte del Norte de China como subsidiaria, este método se volvió demasiado complejo, por lo que en abril de 1938 se revisó el sistema de clasificación y numeración. Se introdujo un sistema de clasificación uniforme para los tres ferrocarriles, y las locomotoras del mismo tipo recibieron la misma designación de clase. Solo la numeración indicaba la propiedad, y las locomotoras del Ferrocarril Nacional estaban numeradas en el rango 501-1000.
Asimismo, se renumeraron los vagones de pasajeros, que no habían sido previamente distinguidos. En el sistema de clasificación de abril de 1938, los vagones de tercera clase se numeraron en el rango 2001-4000. Cuando se introdujeron los vagones motorizados, se introdujo un nuevo sistema de clasificación, con las clases de vagones del Ferrocarril Nacional - por lo demás idénticas a las clases Mantetsu - con la designación de clase precedida por "國" (koku, "país"). Los vagones diésel del Ferrocarril Nacional se numeraron en la serie 2000. El sistema de abril de 1938 cambió esto, introduciendo un nuevo sistema de clasificación unificado y numerando los vagones de gasolina y diésel pertenecientes al Ferrocarril Nacional en la serie 200.
El equipo de carga era de apariencia distintivamente estadounidense.

### Tarifas

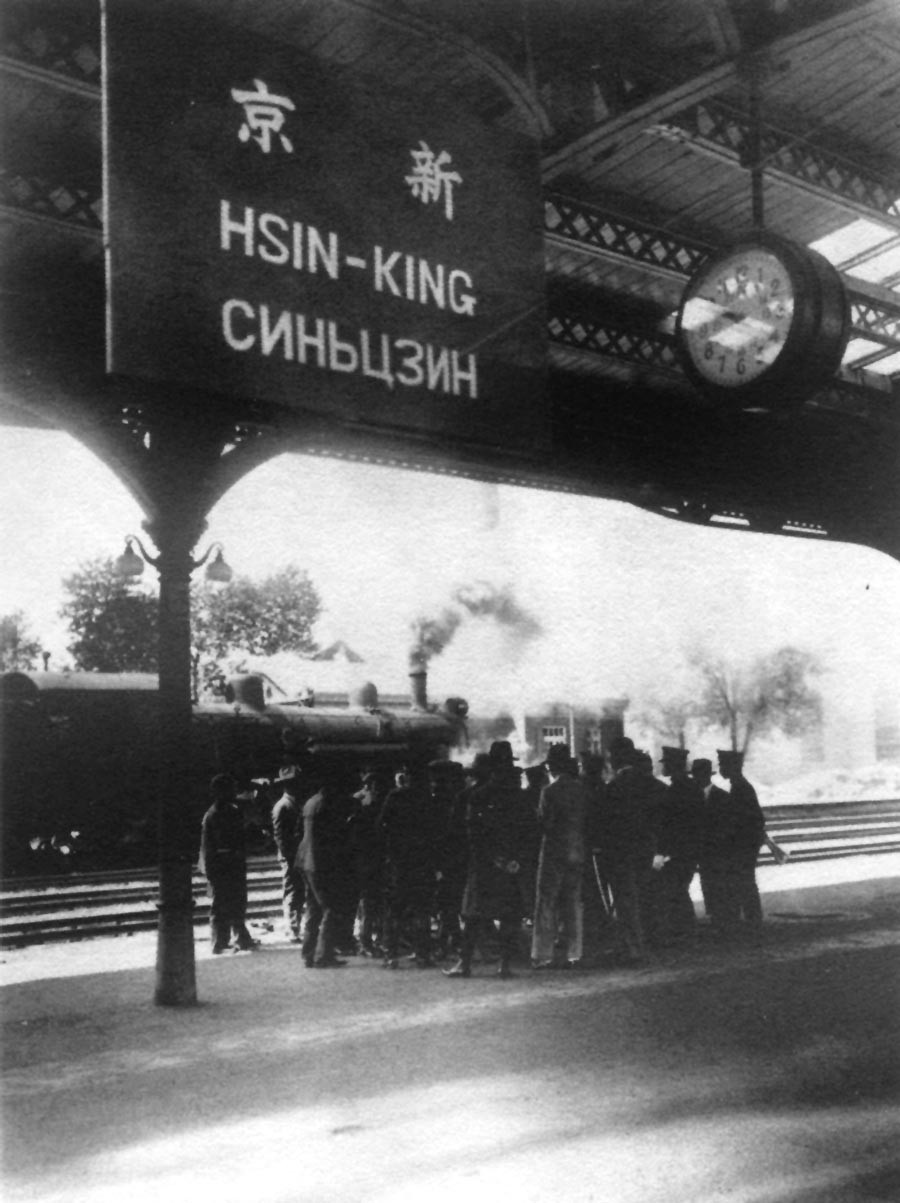
Una vista del andén de la estación de Xinjing.

En el sistema de pasajeros, la mayoría de las regulaciones eran idénticas a las de Mantetsu, por lo que no hubo grandes diferencias entre Mantetsu y el Ferrocarril Nacional. Sin embargo, debido al uso de diferentes monedas, las tarifas de pasajeros y mercancías variaron. El método de cálculo y cobro de tarifas y cargos por mercancías al moverse entre líneas de empresa y líneas nacionales cambió en varias ocasiones según las necesidades del momento.
Inmediatamente después de la creación del Ferrocarril Nacional, en los casos en que se realizaba una conexión entre los dos ferrocarriles, se emitía un "boleto de intercambio" y se cobraba la tarifa. Esto se trasladó desde la época anterior al establecimiento de Manchukuo, cuando tales acuerdos de intercambio se habían hecho con los ferrocarriles de propiedad privada que luego fueron nacionalizados. La moneda oficial de Mantetsu era el yen coreano, mientras que el Ferrocarril Nacional usaba el tael de Haikwan. Después de calcular las tarifas para los tramos de la compañía y las líneas nacionales por separado, se convirtieron a la moneda utilizada por el ferrocarril propietario de la estación donde se compraba el boleto, según una tasa de conversión estandarizada, y luego se sumaron las dos tarifas. para determinar el precio final del boleto. Por ejemplo, si se compraba un boleto para un viaje de Dalian a Jilin, el precio se pagaba en yenes coreanos, como Dalian en Mantetsu; si el billete era para un viaje de Jilin a Dalian, se pagaba en taels, ya que Jilin estaba en el ferrocarril nacional. El acuerdo de intercambio también limitaba dónde se podían comprar dichos boletos de intercambio, por lo que solo estaban disponibles para su compra en las principales estaciones.
Este sistema se continuó después de la constitución de la Administración General de Ferrocarriles, y para las líneas con las que no existía acuerdo de intercambio se concluyeron nuevos acuerdos. Después del establecimiento de Manchukuo, la moneda oficial del Ferrocarril Nacional se cambió al nuevo yuan de Manchukuo y, además de un ajuste necesario a la tasa de conversión, el sistema de cálculo de las tarifas de intercambio se mantuvo sin cambios.
A partir del 1 de abril de 1934 se abolió este sistema y se introdujo un sistema unificado de cálculo de tarifas. Mantetsu continuó calculando tarifas en yenes y sen coreanos (1 yen= 100 sen), y el Ferrocarril Nacional continuó usando yuan/chiao/fen de Manchukuo (1 yuan= 10 chiao= 100 fen). La tarifa para todo el boleto se calculó en la moneda apropiada y el boleto también se marcó en esas unidades. La compra de boletos también se hizo más conveniente al permitir la venta de boletos de intercambio en todas las estaciones, excepto en las paradas y en ciertas estaciones especiales. Sin embargo, como el yuan de Manchukuo se basaba en plata y el yen coreano en oro, la tarifa del billete se convirtió a la moneda utilizada por el ferrocarril propietario del punto de venta, según las tasas de conversión emitidas regularmente por Mantetsu. Se recibieron muchas quejas sobre la complejidad e inconveniencia de este sistema.
Las tarifas del Ferrocarril Nacional estaban separadas de las de Mantetsu e inicialmente se dividieron por distrito ferroviario. Cuando la Administración General de Ferrocarriles definió las normas de transporte el 1 de abril de 1934, había cuatro distritos. Se introdujo un sistema unitario el 1 de febrero de 1936, con tarifas fijadas ligeramente más altas que las de Mantetsu. El 1 de diciembre de 1940 se igualaron las tarifas de Mantetsu y del Ferrocarril Nacional. El 1 de octubre de 1941 se introdujo un impuesto de peaje, que se calculaba en función de la distancia a recorrer.
Las tarifas expresas se basaron en un sistema diferente al de Mantetsu; inicialmente, no hubo recargo por boletos expresos limitados. Cuando se introdujo el recargo, no existían trenes expresos que viajaran directamente entre líneas nacionales y de empresa, por lo que el recargo se aplicaba únicamente al Ferrocarril Nacional. Los recargos también se convirtieron a la moneda utilizada en el punto de venta.
Como las tarifas de los vagones cama no se determinaban por la tarifa por kilómetro, sino por noche, incluso en el caso de un tren directo entre las dos vías, la tarifa especificada simplemente se cobraba en yenes coreanos en las estaciones de Mantetsu y en yuanes de Manchukuo a las Estaciones de trenes nacionales. Sin embargo, si se compró un billete para dormir en una estación del ferrocarril distinta de la de la que debía partir el coche cama, la tarifa para dormir debía pagarse en la moneda utilizada en la estación de salida.

## Material rodante

### Locomotoras de vapor

#### Locomotoras Express
| Clase                               | Numeración                  | Clase           | Numeración | Disposición de las ruedas | Fabricante                                    | Total | Imagen | Notas                                                           |
| ----------------------------------- | --------------------------- | --------------- | ---------- | ------------------------- | --------------------------------------------- | ----- | ------ | --------------------------------------------------------------- |
| Pre-1938                            | Pre-1938                    | 1938-1945       | 1938-1945  |                           |                                               |       |        |                                                                 |
| パシ Pashi (to 9/33) パシク Pashiku | 800–818 (to 9/33) 5950–5968 | パシロ Pashiro  | 501–519    | 4-6-2                     | Kawasaki, Kisha Seizō, Hitachi                | 19    |        | "Gran Pashi Nacional" (國小パシ). Nueva para el FNM desde 1933  |
| パシニ Pashini                      | ?                           | パシシ Pashishi | 507−510    | 4-6-2                     | Shahekou                                      | 4     |        | Nacionalizada del Sitao Railway                                 |
| パシシ Pashishi                     | 5830–5839                   | パシサ Pashisa  | 501–510    | 4-6-2                     | Hitachi                                       | 10    |        | "Pequeña Pashi Nacional" (國小パシ). New to MNR in 1934         |
| パシシ Pashishi                     | 5840–5859                   | パシサ Pashisa  | 511–530    | 4-6-2                     | Hitachi, Kisha Seizō                          | 20    |        | "Nueva Pequeña Pashi Nacional" (新國小パシ). New to MNR in 1936 |
| パシコ Pashiko                      | 5900–5905                   | パシイ Pashii   | 501–506    | 4-6-2                     | ALCo                                          | 6     |        | De Mantetsu 1933                                                |
| パシナ Pashina                      | 5920–5925                   | パシシ Pashishi | 501–506    | 4-6-2                     | Baldwin                                       | 6     |        | De Mantetsu 1934                                                |
| パシク Pashiku                      | 5969–5999, 15900–15927      | パシロ Pashiro  | 520–632    | 4-6-2                     | Kawasaki, Kisha Seizō, Hitachi, Nippon Sharyō | 113   |        | "Nueva Gran Pashi Nacional" (新國小パシ). New to MNR 1937–1944  |
| -                                   | -                           | パシハ Pashiha  | 501        | 4-6-2                     | Shahekou                                      | 1     |        | Nueva para el FNM desde 1940.                                   |

#### Locomotoras de pasajeros
| Clase         | Numeración | Clase          | Numeración | Disposición de las ruedas | Fabricante      | Total | Imagen | Notas |
| ------------- | ---------- | -------------- | ---------- | ------------------------- | --------------- | ----- | ------ | --- |
| Pre-1938      | Pre-1938   | 1938-1945      | 1938-1945  |                           |                 |       |        | |
| テホイ Tehoi  | ?          | テホシ Tehoshi | 501−5xx    | 4-6-0                     | Bryansk, Járkov | ?     |        | Nacionalizado del Ferrocarril Transmanchuriano, clases Г, Гч, como FNM デカA; Гч convertidas al ancho internacional => テホイ |
| テホニ Tehoni | 5621–5622  | テホニ Tehoni  | 501–502    | 4-6-0                     | ALCo            | 2     |        | Nacionalizada del Jichang Jidun Railway en 1933                                                                               |
| テホサ Tehosa | 5650–5651  | テホイ Tehoi   | 501–502    | 4-6-0                     | ALCo            | 2     |        | De Mantetsu desde 1933 |
| テホコ Tehoko | 5700–5704  | テホサ Tehosa  | 501–505    | 4-6-0                     | Beyer, Peacock  | 5     |        | Nacionalizada del Fengshan Railway en 1933                                                                                    |

#### Locomotoras de carga
| Clase                               | Numeración                      | Clase         | Numeración          | Disposición de las ruedas | Fabricante                                                      | Total | Imagen | Notas |
| ----------------------------------- | ------------------------------- | ------------- | ------------------- | ------------------------- | --------------------------------------------------------------- | ----- | ------ | --- |
| Pre-1938                            | Pre-1938                        | 1938-1945     | 1938-1945           |                           |                                                                 |       |        | |
| デカ Deka                           | 6900–6914                       | デカイ Dekai  | 501–515             | 2-10-0                    | ALCo, Shahekou                                                  | 15    |        | De Mantetsu desde 1935 |
| デカニ Dekani                       | ?                               | デカニ Dekani | 501–544             | 2-10-0                    | ALCo, Baldwin                                                   | 44    |        | Nacionalizada del Ferrocarril Transmanchuriano, clases Еф, Ес, Ел, como FNM デカA; convertida para el ancho internacional => デカニ                                                                               |
| ミカイ Mikai                        | ?                               | ミカナ Mikana | 523−5xx             | 2-8-2                     | ALCo                                                            |       |        | |
| ミカニ Mikani                       | ?                               | ミカサ Mikasa | 501−519             | 2-8-2                     | Škoda                                                           | 19    |        | Nacionalizada del Qike, Huhai, and Sitao Railways |
| ミカサ Mikasa                       | ?                               | ミカナ Mikana | 517−522             | 2-8-2                     | ALCo                                                            | 6     |        | Nacionalizada del Jihai Railway |
| ミカコ Mikako                       | ?                               | (to NCTC)     | -                   | 2-8-2                     | Kawasaki                                                        | ?     |        | Nacionalizada del Jichang Railway; para el NCTC como Mikako en 1938 |
| ミカロ Mikaro                       | 6600–6647                       | ミカロ Mikaro | 501–548             | 2-8-2                     | Kawasaki, Kisha Seizō, Hitachi, Nippon Sharyō                   | 91    |        | 501–526: "Pequeña Mika Nacional" (国小ミカ), 1934 527–548: "Nueva Pequeña Mika Nacional" (新国小ミカ), 1935 |
| ミカロ Mikaro                       | 6648–6699 16600–16638           | ミカロ Mikaro | 549–639 645–724     | 2-8-2                     | Kawasaki, Kisha Seizō, Hitachi, Shahekou, Nippon Sharyō, Dalian | 171   |        | "Nueva Pequeña Mika Nacional" (新国小ミカ) Nueva para el FNM en 1936–1944 640–644 para NCTC |
| ミカ Mika (1.º) ミカナ Mikana (2.º) | 1500–1533 (1.º) 6700–6773 (2.º) | ミカイ Mikai  | 501–574             | 2-8-2                     | ALCo, Shahekou, Kisha Seizō, Kawasaki, Hitachi, Nippon Sharyō   | 74    |        | "Big Mika Nacional" (国大ミカ) Nueva para el FNM en 1935–1945 |
| ミカナ Mikana                       | 6774–6899                       | ミカイ Mikai  | 575–1283            | 2-8-2                     | Shahekou, Kisha Seizō, Kawasaki, Hitachi                        | 709   |        | "Nueva Big Mika Nacional" (新国大ミカ) Nueva para el FNM en 1935–1945 |
| ミカハ Mikaha                       | 6540−6555                       | ミカナ Mikana | 501−516             | 2-8-2                     | Kawasaki, Kisha Seizō                                           | 16    |        | Nacionalizada del Jichang Ry clase 500 |
| -                                   | -                               | ミカク Mikaku | 501                 | 2-8-2                     | Dalian Machine or Mitsubishi                                    | 1     |        | Reciclador de agua experimental para funcionamiento a larga distancia. En la prueba recorrió 1,6 km sin entrar en agua                                                                                            |
| モガ Moga                           | ?                               | モガイ Mogai  | 520 521–524 528–533 | 2-6-0                     | Tangshan Arsenal, Baldwin                                       | 11    |        | 520 del Shenhai Ry 51 en 1933 (fabricada por Tangshan en 1921) 521–524 del Shenhai Ry 52–55 en 1933 (fabricada por Baldwin en 1927) 528–533 del Jichang Jidun Ry 101–106 en 1933 (fabricada por Tangshan en 1911) |
| ソリサ Sorisa                       | ?                               | ソリ_ Sori_   | 501−508~            | 2-8-0                     | ALCo                                                            | >8    |        | |
| ソリシ Sorishi                      | 6050–6051                       | ソリロ Soriro | 505–506             | 2-8-0                     | ALCo                                                            | 2     |        | Nacionalizada del Jichang Jidun Ry en 1933 |
| ソリナ Sorina                       | 6200–6214                       | ソリイ Sorii  | 501–515             | 2-8-0                     | ALCo                                                            | 15    |        | De Mantetsu en 1933 |
| ソリク Soriku                       | ? (total 33)                    | ソリサ Sorisa | 501–533             | 2-8-0                     | Beyer, Peacock                                                  | 33    |        | 13 de Mantetsu en 1933, 20 de Mantetsu en 1935 |
| ソリチ Sorichi                      | 6280–6292                       | ソリサ Sorisa | 534–546             | 2-8-0                     | Shahekou                                                        | 13    |        | De Mantetsu en 1935 |
| -                                   | -                               | ソリサ Sorisa | 547–561             | 2-8-0                     | Baldwin, Altoona Works                                          | 15    |        | Del PRR en 1938 |

#### Locomotoras de maniobras
| Clase          | Numeración        | Clase          | Numeración  | Disposición de las ruedas | Fabricante                     | Total | Imagen | Notas |
| -------------- | ----------------- | -------------- | ----------- | ------------------------- | ------------------------------ | ----- | ------ | --- |
| Pre-1938       | Pre-1938          | 1938-1945      | 1938-1945   |                           |                                |       |        | |
| ダブイ Dabui   | ?                 | ダブコ Dabuko  | 506−5xx     | 2-6-4T                    | Kitson & Co.                   |       |        | Nacionalizada del ? |
| ダブニ Dabuni  | 5440−5444         | ダブコ Dabuko  | 501−505     | 2-6-4T                    | Baldwin                        | 5     |        | Nacionalizada del Jihai Ry 801−805; arrendada al Ferrocarril del Este de Manchuria                                                            |
| ダブコ Dabuko  | ? (total 49)      | ダブイ Dabui   | 501–549     | 2-6-4T                    | ALCo                           | 49    |        | Del Mantetsu en 1933 |
| ダブロ Daburo  | ? (total 7)       | (to NCTC)      | -           | 2-10-2T                   | Škoda (6x) Kawasaki (1x)       | 7     |        | Nacionalizada del FNM, clase Ь, como FNM ダブA; convertida al ancho internacional => ダブロ; transferidaal NCTC como Satai                    |
| エトイ Etoi    | ? (total 13)      | エトニ Etoni   | 501−513     | 0-8-0                     | Bryansk, Járkov                | 13    |        | Nacionalizada del Ferrocarril del Norte de Manchuria, clase Oд, como FNM エトA; 13 convertida al ancho internacional => エトイ                |
| プレサ Puresa  | ? (total 1) 55−57 | プレシ Pureshi | 501 505–507 | 2-6-2                     | Baldwin Tangshan/North British | 4     |        | 501 del Jinghan Ry en 1933 (fabricada por Baldwin en 1919) 505–507 del Beining Ry en 1933 (fabricada por North British, montada por Tangshan) |
| プレシ Pureshi | ? (total 3)       | プレイ Purei   | 501–503     | 2-6-2                     | ALCo                           | 3     |        | De Mantetsu 1933 |
| シカイ Shikai  | ?                 | シカイ Shikai  | 501−5xx     | 0-6-0T                    | Baldwin, Kolomna               | ?     |        | Nacionalizada del Ferrocarril del Norte de Manchuria, clase Ьа y Ьк, as MNR シカA; algunas convertidas al ancho internacional => シカイ       |

#### Ancho de vía (antiguo Ferrocarril del Este de China)
| Clase        | Numeración | Clase    | Numeración                                | Disposición de las ruedas | Fabricante                     | Total             | Imagen | Notas |
| ------------ | ---------- | -------- | ----------------------------------------- | ------------------------- | ------------------------------ | ----------------- | ------ | --- |
| MNR          | MNR        | CER      | CER                                       |                           |                                |                   |        | |
| ダブA DabuA  | ?          | Ь        | 4001−4007                                 | 2-10-2T                   | Škoda (6x) Kawasaki (1x)       | 7                 |        | Convertida al ancho internacional => ダブロ (Daburo) transferida al NCTC como Satai                                                    |
| デカA DekaA  | ?          | Еф Ес Ел | 1–250 251−350, 401−406 501−925, 1126−1175 | 2-10-0                    | Baldwin ALCo ALCo, Baldwin     | 44 (total to CER) |        | Convertida al ancho internacional => デカニ (Dekani)                                                                                   |
| エトA EtoA   | ?          | Oд       | 701−733                                   | 0-8-0                     | Bryansk, Járkov                | 33                |        | 13 convertida al ancho internacional => エトイ (Etoi)                                                                                  |
| シカA ShikaA | ?          | Ьа Ьк    |                                           | 0-8-0                     | Baldwin Kolomna                | 27 ?              |        | Algunas convertidas al ancho internacional => シカイ (Shikai)                                                                          |
| ソリA SoriA  | ?          | Х        | 151−271                                   | 2-8-0                     | Baldwin                        | 121               |        | Originalmente CER de clase Б, clase Х after 1912. Retirada en 1945.                                                                    |
| ソリB SoriB  | ?          | Ш        | 301−350                                   | 2-8-0                     | Bryansk                        | 50                |        | Bryansk Tipo 20. Retirada en 1945. |
| ソリC SoriC  | ?          | Ц        | 101−128 129−140 141−150 501−530           | 2-8-0                     | Bryansk                        | 50                |        | Bryansk Tipo 20. Retirada en 1945. |
| テホA TehoA  | ?          | Г ч      | 601−640 651−695 301−3xx                   | 4-6-0                     | Bryansk Járkov Bryansk, Járkov | 40 45 ?           |        | Algunas clase Г reconstruidas con supercalentadores => clase Гч; Algunas clase Гч convertidas al ancho internacional => テホイ (Tehoi) |

### Vagones de pasajeros
| Clase              | Numeración | Clase        | Numeración | Fabricante     | En servicio | Total | Capacidad                 | Peso   | Motor                              | Transmisión    | Imagen | Notas                                                                                 |
| ------------------ | ---------- | ------------ | ---------- | -------------- | ----------- | ----- | ------------------------- | ------ | ---------------------------------- | -------------- | ------ | ------------------------------------------------------------------------------------- |
| Pre-1938           | Pre-1938   | 1938-1945    | 1938-1945  |                |             |       |                           |        |                                    |                |        |                                                                                       |
| ケハ2 KeHa-2       | 10–14      | キハ1 KiHa-1 | 201–205    | Nippon Sharyō  | 1930        | 5     | 50                        | 15,32t | Waukesha 6SRL gasolina             | mech           |        | De Mantetsu en 1935–36.                                                               |
| コヤク2 KoYaKu-2   | 10–13      | ?            | 201–203    | Nippon Sharyō  | 1930        | 5     | 50                        | 15,32t | Mercedes-Benz diésel               | mech           |        | 2.ª clase.                                                                            |
| 國ジハ1 KokuJiHa-1 | 2101–2104  | ケハ3 KeHa-3 | 202–205    | Nippon Sharyō  | 1936        | 4     | 84 (verano) 78 (invierno) | 25,5t  | Mitsubishi Diésel                  | ?              |        | 3.ª clase. Cuerpo similar al KiHa-3 100-series.                                       |
| 國ジハ2 KokuJiHa-2 | 2201–2206  | ケハ5 KeHa-5 | 201–206    | Nippon Sharyō  | 1936        | 6     | 92 (verano) 86 (invierno) | 26,3t  | Mitsubishi or Niigata Tekkō Diésel | ?              |        | 3.ª clase.                                                                            |
| 國ジハ3 KokuJiHa-3 | 2301–2302  | ケハ7 KeHa-7 | 201–202    | ?              | 1938        | 2     | 92 (verano) 86 (invierno) | 34,5t  | 150 hp Mitsubishi Diésel           | Hoyt hydraulic |        | Convertida de 3.ª a 2.ª clase DMU.                                                    |
| 國ケハ1 KokuKeHa-1 | 102–130    | キハ3 KiHa-3 | 200–228    | Nippon Sharyō  | 1933        | 29    | 84 (verano) 78 (invierno) | 21,5t  | Kawasaki KW127 gasolina            | mech           |        | 3.ª clase. Asigandas: Línea Jingtu: 8 Línea Labin: 6 Línea Taike: 13 Línea Chaokai: 2 |
| 國ケハ2 KokuKeHa-2 | 71         | キハ3 KiHa-3 | 201        | Nippon Sharyō  | 1933        | 1     | 73 (verano) 68 (invierno) | 22,5t  | Waukesha 6RB gasolina              | mech           |        | 3.ª clase con zonas vip.                                                              |
| 國ケハ3 KokuKeHa-3 | 72–73      | キハ2 KiHa-2 | 201–202    | Nippon Sharyō  | 1933        | 2     | 84 (verano) 78 (invierno) | 22,5t  | gasolina                           | mech           |        | 3.ª clase con compartimento de equipajeg.                                             |
| 國ケハ4 KokuKeHa-4 | 201–203    | キハ5 KiHa-5 | 201–203    | Nippon Sharyō? | 1935        | 3     | 92 (verano) 86 (invierno) | 26,5t  | Kawasaki KP170 gasolina            | mech           |        | 3.ª clase                                                                             |

## Otros negocios
La Administración General de Ferrocarriles, más tarde Dirección General de Ferrocarriles, tenía varios otros negocios relacionados con el transporte además del ferrocarril. Aunque Mantetsu llevó a cabo proyectos de infraestructura no relacionados con el transporte, como la electricidad y la planificación urbana, así como la gestión de minas de carbón, dado que mayoría fueron negocios relacionados con el transporte.

### Transporte en autobús

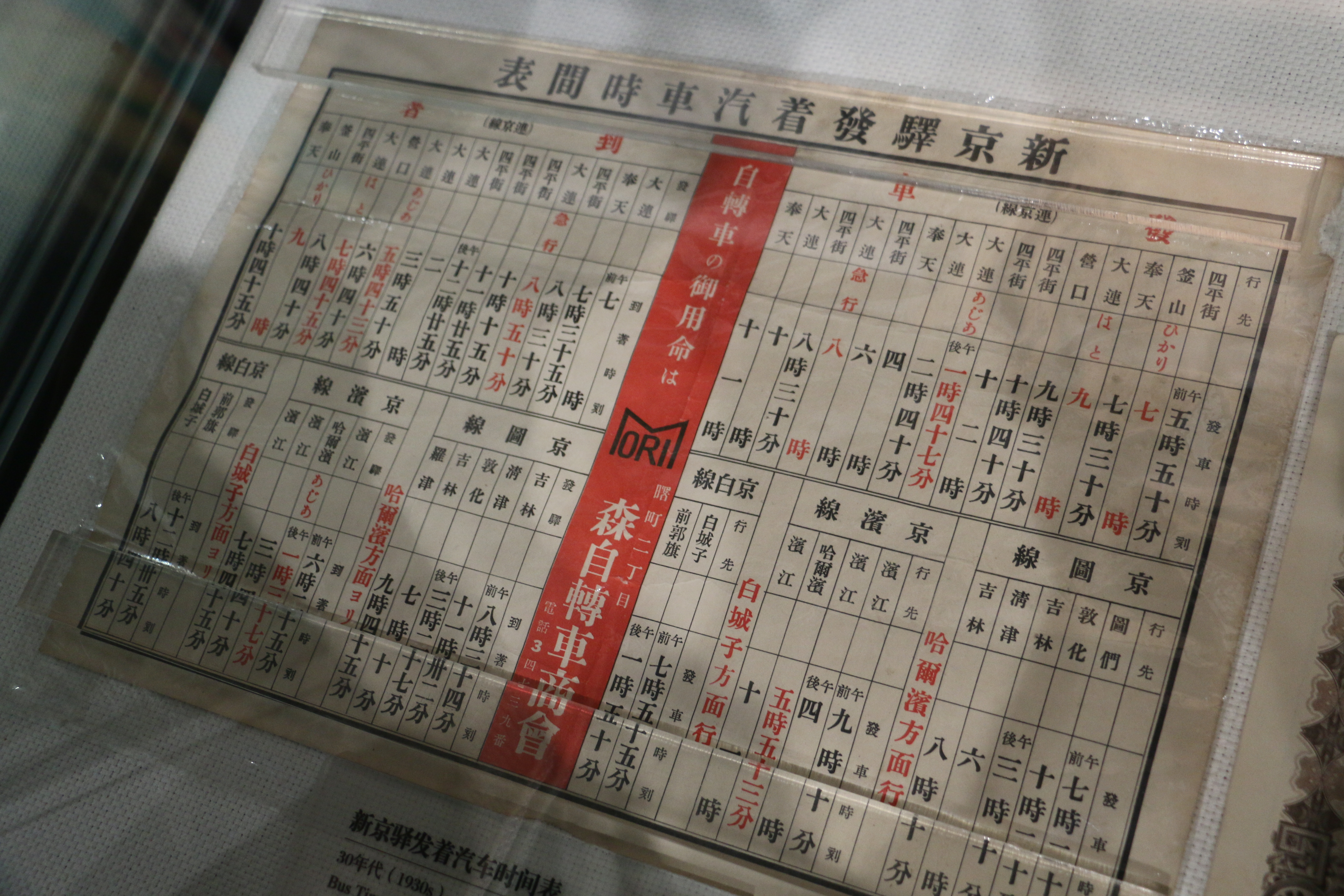
Horario de autobuses de la estación Xinjing.

Cuando se creó el Ferrocarril Nacional, no había servicios de autobuses interurbanos de larga distancia como el JNR en Japón, solo autobuses urbanos locales. Sin embargo, tanto el gobierno de Manchukuo como la Administración General de Ferrocarriles consideraron como negativo el que las empresas privadas asumieran libremente servicios de transporte que pudieran competir con los Ferrocarriles Nacionales. Como el ferrocarril tenía muchas rutas económicamente poco rentables, se consideró que los servicios de autobús administrados de forma independiente podrían socavar el poder de promoción y las capacidades de desarrollo del Ferrocarril Nacional, y esto se consideró perjudicial para los intereses del país. Por lo tanto, cuando el gobierno de Manchukuo decidió su plan nacional de carreteras en 1933, determinó qué posibles rutas de autobús podrían competir potencialmente con el ferrocarril. Se decidió que esas rutas, y las importantes para la seguridad nacional, serían administradas por el Ferrocarril Nacional, dejando las otras rutas, no amenazantes, disponibles para empresas privadas. En consecuencia, cada oficina de ferrocarriles lanzó servicios de autobuses interurbanos en las carreteras nacionales.
El 1 de marzo de ese año, la Administración General de Ferrocarriles estableció su Departamento de Autobuses, y el 20 de marzo la Oficina de Ferrocarriles de Fengshan lanzó el primer servicio de autobuses interurbanos de Ferrocarriles Nacionales entre Beipiao y Chaoyang. La red de rutas se amplió gradualmente y, a finales de septiembre, había servicios de autobús en toda la provincia de Rehe. Tras esta ampliación, el 19 de septiembre el Departamento de Autobuses se convirtió en una entidad independiente. A medida que avanzaba la construcción de la carretera nacional, se planificó una red nacional de servicios de autobuses interurbanos, que debía incluir el territorio arrendado de Kwantung.
Sin embargo, la expansión resultó difícil. El primer problema fue el mal estado de las carreteras. Aunque fueron llamadas "carreteras nacionales", muchas de estas carreteras no estaban pavimentadas, se embarraban y eran intransitables en épocas de fuertes lluvias y durante el deshielo primaveral, mientras que en los períodos secos eran muy polvorientas y duras para los neumáticos. Además, debido a la naturaleza de Manchuria, la población estaba concentrada principalmente en ciudades, y las áreas intermedias estaban muy poco pobladas, lo que dificultaba el aumento de los ingresos. Además, para las rutas que atravesaban áreas remotas, se necesitaron guardias de seguridad en los autobuses y en las estaciones, lo que generó gastos de personal adicionales. Sin embargo, en 1936 la mayoría de las estaciones de tren también servían como estaciones de autobuses, y en 1939 había más de 20.000 km de rutas de autobuses.

### Transporte marítimo y operaciones portuarias
Una actividad secundaria del Ferrocarril Nacional era el transporte fluvial que consistía en transbordadores fluviales por los ríos Songhua, Amur y Ussuri. Los viajes podían durar entre 3 y 11 días. Tras el incidente de Mukden, el transporte fluvial se detuvo casi por completo, pero en 1933 la Administración General de Ferrocarriles inició un servicio de ferry fluvial entre Harbin y Mohe, y posteriormente se agregaron otros. El Ferrocarril Nacional también operó en varios puertos fluviales relacionados con sus operaciones de transporte por agua, así como puertos marítimos en Huludao y Hebei.